# Герб Суземки
Герб городского поселения Сузе́мка — административного центра Суземского района Брянской области Российской Федерации.
Герб города утверждён решением исполкома Суземского районного Совета народных депутатов Брянской области № 299 от 13 июня 1984 года.
Герб подлежит внесению в Государственный геральдический регистр Российской Федерации.

## Описание герба и его символики
«Герб имеет форму щита. Герб разделён по горизонтали на 3 части. В верхней части название посёлка на зелёном фоне. В средней части фрагмент герба города Брянска, указывающий на принадлежность к Брянской области. Нижняя часть герба разделена орденской лентой медали „Партизану Великой Отечественной войны“ , символизирующей партизанское движение в районе и взлётно-посадочную полосу центрального (главного) аэродрома партизан Брянщины. В левой (от зрителя) части по кругу дисковая пила и шестерня, в правой части — сосна на зелёном фоне, символизирующие лесную, деревообрабатывающую промышленность, другие промышленные и перерабатывающие предприятия и сельское хозяйство».